# Meta (entreprise)
Pour les articles homonymes, voir Méta.
Cet article concerne l'entreprise. Pour le réseau social qu'elle gère, voir Facebook.
Meta Platforms ou Meta, anciennement connue sous le nom de Facebook Inc., est une multinationale américaine fondée en 2004 par Mark Zuckerberg et des camarades de l'université Harvard. 
Elle est un des géants du Web, regroupés sous l'acronyme GAFAM, aux côtés de Google, Apple, Amazon et Microsoft. Reposant à ses débuts sur le réseau social Facebook, l'entreprise se développe et acquiert Instagram, WhatsApp et Oculus VR.
Meta est dirigée par son principal fondateur, Mark Zuckerberg. Il détient 13 % du capital, mais dispose d'actions spéciales lui assurant 60 % des droits de vote, soit le contrôle absolu de l'entreprise et de son conseil d'administration.

## Histoire

### Développement (2004–2005)
Mark Zuckerberg, étudiant au sein de l'université Harvard, fonde « The Facebook », à l'adresse thefacebook.com, le 4 février 2004.
L'inscription est d'abord limitée aux étudiants d'Harvard et, dès le premier mois, plus de la moitié de la population de premier cycle de l'université est inscrite sur le service.
Eduardo Saverin (aspect commercial), Dustin Moskovitz (programmeur), Andrew McCollum (graphiste) et Chris Hughes rejoignent Zuckerberg pour l'aider à promouvoir le site.
En mars, Facebook s'est élargi aux universités Stanford, Columbia et Yale.
Cette expansion a continué avec l'ouverture de Facebook à l'Ivy League et aux écoles de la région de Boston puis, progressivement, à la plupart des universités au Canada et aux États-Unis.
En juin 2004, Facebook établit son siège social à Palo Alto, en Californie. Les frères Cameron et Tyler Winklevoss, également étudiants à Harvard à l'époque, estiment que Mark Zuckerberg leur a volé leur idée pour créer Facebook.
Un procès s'est ensuivi, à l'issue duquel ils se sont accordés sur un dédommagement de 65 millions de dollars.

### 2006-2012: des débuts à l'introduction en bourse de Facebook
Créée sous le nom TheFacebook, Inc. en 2004, la société a enlevé la particule « The » de son nom après l'achat du nom de domaine facebook.com en 2005 pour 200 000 dollars.
En avril 2006, Jeff Hammerbach, mathématicien auparavant employé par Bear Stearns, est embauché par Facebook, qui dispose alors de moins de 100 salariés, afin d'analyser les données des utilisateurs et développer des programmes permettant un meilleur ciblage publicitaire. Il quitte en 2008 la firme pour cofonder Cloudera.
En octobre 2007, Microsoft achète 1,7 % de Facebook pour la somme de 240 millions de dollars, valorisant la société à hauteur d'environ 15 milliards de dollars.
Avec environ 60 millions de fiches à cette date, cela représente une valorisation d'environ 250 dollars par fiche, mais a permis à Microsoft de devenir l'unique fournisseur de publicités de Facebook. Grâce à cet actionnariat, Microsoft va pouvoir mettre en place son moteur de recherche Bing et ainsi avoir une meilleure exposition aux yeux des internautes afin de concurrencer Google, laissant le marché publicitaire à Facebook.
Le 2 octobre 2008, Facebook annonce l'implantation de son siège international à Dublin, en Irlande (pour les marchés européens, africains et moyen-orientaux),. Le 9 octobre 2008, Facebook annonce l'ouverture d'un bureau à Paris.
Le 8 août 2010, Facebook achète 19 brevets à Friendster pour 40 millions de dollars.
Début janvier 2011, Facebook est valorisé 50 milliards de dollars américains.
En mars 2011, Facebook se lance dans la vidéo à la demande (VàD).
En avril, Facebook lance l'Open Compute Project, organisation destinée à normaliser les infrastructures dans ses datacenters.
Le 2 août 2011, Facebook achète la société Push Pop Press spécialisée dans la publication de contenus interactifs sur les terminaux iOS et qui a notamment collaboré avec Al Gore pour publier son dernier livre Our Choice (titre français : Choisir, maintenant), traitant des solutions existantes pour vaincre la crise climatique. Cette société avait été fondée par deux anciens salariés d'Apple.
En mars 2012, Facebook annonce l'App Center, une boutique en ligne sur mobile vendant des « apps » se connectant à Facebook. La boutique est disponible pour les possesseurs d'iPhone, de terminaux Android ou toute personne utilisant Internet sur mobile et Windows.
Le 9 avril 2012, Facebook achète l'application Instagram pour un milliard de dollars américains. Début mai, Facebook fait l'acquisition de la start-up Glancee, plateforme de découverte sociale.
L'introduction en Bourse de Facebook a lieu le 17 mai 2012 au prix de 38 $ US. La société est évaluée à 104 milliards de dollars, la plus grande valeur connue à ce jour pour une société nouvellement cotée de manière publique,. 421 millions d'actions ont été mises en vente, pour un total de presque 16 milliards de dollars. Sur la base d'un revenu de 5 milliards de dollars en 2012, Facebook rejoint la liste Fortune 500 pour la première fois en mai 2013, se classant au 462e rang. L'action baisse dès les premiers jours de cotation. Le 29 mai 2012, vers 12 h 20, l'action coûte 29,52 $, soit une baisse de 22,3 %. Les doutes sur la transparence de la firme s'intensifient et les premiers investisseurs s'estimant floués entament des poursuites contre les banques émettrices. Les plus petits actionnaires n'étant pas prévenus que l'IPO serait difficile, des centaines d'entre eux ont porté plainte. La SEC et la FINRA se chargent de l'affaire, qui s'impose comme l'une des plus grandes catastrophes financières commises par une entreprise dont l'activité se limite à l'internet du XXIe siècle. L'idée de l'éclatement d'une seconde bulle Internet est en train d'émerger. Le titre continue de perdre en valeur pour descendre à 19 dollars trois mois après l'IPO. L'organisme fédéral américain de réglementation et de contrôle des marchés financiers (la SEC) lance une enquête.

### 2012-2021: développement mondial et intégration des services
En février 2014, Facebook annonce l'acquisition de WhatsApp pour 21,9 milliards de dollars, dont 4,59 milliards comptant et 223,7 millions en échange d'actions.
Le 25 mars 2014, Facebook annonce l'acquisition d'Oculus VR, la société à l'origine du casque de réalité virtuelle Oculus Rift, pour deux milliards de dollars, dont 400 millions comptant (le reste étant payé en action Facebook).
Facebook s'intéresse également de près aux nouvelles technologies. Ainsi, en 2014, Mark Zuckerberg participe avec l'acteur Ashton Kutcher et l'entrepreneur Elon Musk à une levée de fonds pour soutenir les activités de Vicarious (en), startup spécialisée dans l'intelligence artificielle,. Le groupe a d'ailleurs recruté en décembre 2013, Yann Le Cun, l'un des spécialistes français de l'intelligence artificielle et de la robotique, pour diriger son laboratoire de recherche consacré à ce domaine. En juin 2015, le groupe annonce l'ouverture à Paris d'un laboratoire de recherche consacré à l'intelligence artificielle.
Le 9 juin 2014, le groupe annonce avoir embauché David Marcus, le patron de PayPal, la filiale de paiement d'eBay,. Le groupe espère ainsi mieux maîtriser la chaîne de paiements et se positionner comme intermédiaire entre les banques et leurs utilisateurs. Plus tard, Marcus supervise le développement de Libra, la cryptomonnaie de Facebook.
Le 28 septembre 2016, Google, Facebook, IBM, Microsoft et Amazon officialisent dans un communiqué commun la création du « Partnership on Artificial Intelligence to Benefit People and Society » (« partenariat pour l’intelligence artificielle au bénéfice des citoyens et de la société »). Ce partenariat prendra la forme d’une organisation à but non lucratif, qui « mènera des recherches, recommandera de bonnes pratiques, et publiera les résultats de ses recherches sous une licence ouverte ».
Le 10 octobre 2016, le groupe lance officiellement son réseau social payant à destination des entreprises nommé Workplace by Facebook.
Le 17 mars 2017, un lanceur d'alerte dévoile ce qui deviendra le scandale Facebook-Cambridge Analytica/AggregateIQ, incluant notamment l'accès par un cabinet de conseil et d'influence politique, de manière détournée, aux données personnelles de près de 87 millions d'utilisateurs de Facebook, dont 600 000 comptes utilisateurs au Canada. En date du 4 avril 2018, la valeur en Bourse de Facebook accusait un effacement de plus de 100 milliards de dollars alors que l'action subissait une baisse de près de 16 %.
En avril 2018, le cabinet d'avocats Koskie Minsky LLP entreprend un recours collectif (action collective) contre Facebook. La réclamation prétend que « Facebook était conscient que sa plateforme pouvait promptement et aisément être utilisée par une tierce partie pour voler les informations personnelles des utilisateurs ».
En juillet 2018, la valeur en bourse de Facebook connait une chute de 120 milliards de dollars en une seule journée, à la suite de l'annonce de ses résultats inférieurs aux attentes.
En avril 2019, Facebook confirme à l'agence Reuters que l'entreprise travaille au développement de son propre assistant vocal qui pourra fonctionner sur toute sa gamme de produits, y compris Portal et Oculus.
En août 2020, Facebook lance son plan de fusion des services de messageries instantanées d'Instagram et de Messenger pour les versions iOS et Android. Le plan a été initialement révélé au début de 2019 pour les appareils mobiles.
En décembre 2020, le ministère de la Justice des États-Unis (DOJ) dépose une action en justice contre Facebook pour avoir prétendument discriminé les travailleurs américains. Le DOJ publie une déclaration sur le procès détaillant les accusations portées contre l'entreprise, qui, selon lui, a favorisé les travailleurs étrangers pour ne pas payer des salaires plus élevés aux travailleurs américains,. L'année suivante, l'entreprise clôture les poursuites en acceptant de payer plus de 14 millions de dollars.
Le 9 décembre 2020, une plainte est déposée par la Federal Trade Commission (FTC) et une coalition de 48 États, contre Facebook, pour entrave à la concurrence. Ils demandent à la justice américaine de forcer le réseau social de se séparer de WhatsApp et Instagram, lesquels, ont été rachetés respectivement en 2014 et 2012 pour 19 et 1 milliard de dollars.
En février 2021, aux États-Unis, Facebook règle 650 millions de dollars à 1,6 million de personnes dans l'Illinois à la suite d'un recours collectif intenté contre la société six ans plus tôt. En s'appuyant sur la Biometric Information Privacy Act (en) (Loi sur la confidentialité des informations biométriques), la poursuite reprochait à Facebook de ne pas renseigner suffisamment les utilisateurs au sujet du traitement par la plateforme de leurs données biométriques.
Le 4 octobre 2021, peu avant 16 h (UTC+1), une panne mondiale touche le réseau social Facebook ainsi que certaines autres filiales du groupe comme Instagram, WhatsApp et Messenger, empêchant les utilisateurs d'accéder à ces derniers.

### 2021-2023: l'aventure avortée du métavers
Le 28 octobre 2021, l'entreprise change de nom et devient désormais « Meta » afin de dissocier encore mieux le réseau social et l'entreprise, dans un contexte de pressions internationales liées entre autres aux fuites internes dévoilées par la lanceuse d'alerte Frances Haugen,.
Mark Zuckerberg et Matthew Sparkes annoncent que Meta va devenir, ou au moins engendrer, un métavers appelé Horizon, basé sur des outils de réalité virtuelle avancés et/ou des univers de réalité augmentée, à l'image du film Ready Player One. Dans une conférence, il annonce « Le métavers sera le successeur du smartphone. Cette plateforme sera encore plus immersive - une sorte d’internet palpable, où vous serez dans l’expérience au lieu de la regarder ». « Nous espérons amener 1 milliard de personnes à utiliser le métavers », via des « produits de réalité virtuelle et augmentée », « une plateforme de commerce digital », et « une plateforme sociale ». 
En 2021, Meta dépense plus de 10 milliards de dollars dans son projet de métavers, mais ne génère que 2,3 milliards de dollars de chiffre d’affaires.
Au début de l'année 2022, Ken Paxton, le procureur général du Texas, dépose une plainte contre Méta. Il accuse Facebook et Instagram d'avoir secrètement, et durant plus de dix ans, collecté, utilisé et partagé avec des tiers les données biométriques du visage des Texans, qu'ils soient ou non inscrits sur ces plateformes. Selon Paxton « l'empire omniprésent de Facebook a été construit sur la tromperie, les mensonges et le mauvais traitement effronté du droit à la vie privée des Texans ; tout cela pour le gain économique de Facebook ». Les sanctions pécuniaires demandées par le procureur peuvent potentiellement mettre Meta en faillite.
Les Ray-Ban Stories, premières lunettes connectées de Meta sont disponibles aux États-Unis et en Italie en septembre 2021 puis au printemps de l'année suivante dans plusieurs pays européens. Conçues en partenariat avec EssilorLuxottica, les lunettes sont affublées de haut-parleurs, de deux caméras et d'un micro. Tout comme les Google Glass dix ans auparavant, le dispositif soulève des problèmes relatifs à la vie privée : bien qu'un voyant lumineux signale que la caméra est en fonction, la commission irlandaise de protection des données (en) (DPC) et son homologue italienne (it) estiment que cela est insuffisant pour prévenir l'entourage qu'il est filmé.
Le 28 octobre 2021, Mark Zuckerberg annonce officiellement que Facebook est rebaptisée « Meta », et dédiera une large part de son activité à l'élaboration d'un métavers, baptisé « Horizon Worlds ». Cette réorientation, qui a coûté plus de 13 milliards de dollars à l'entreprise en quinze mois, est considérée comme extrêmement risquée par les spécialistes du secteur.
Le 2 février 2022, l'action Meta perd un quart de sa valeur, faisant perdre à la capitalisation du groupe 210 milliards de dollars. Cette perte de valeur est due à une baisse du nombre d'utilisateurs de Facebook pour la première fois depuis le lancement du site en 2004.
En août 2022, la E-Safety Commissioner d'Australie a mis en demeure Facebook Meta Plateformes, Apple Inc et Microsoft Corp de partager leurs stratégies pour éliminer les contenus diffusant des scènes de maltraitance d'enfants sur leurs plateformes.
En novembre 2022, quelques jours après avoir dévoilé un bénéfice net de 4,4 milliards de dollars au troisième trimestre 2022 (pour un total cumulé de 18,5 milliards sur les 9 premiers mois de l'année), Meta annonce le premier plan de suppressions d'emplois de son histoire. Il concernera 13 % des effectifs de Meta, soit environ 11 000 emplois sur les 87 000 que compte le groupe. Ce plan de suppressions d'emplois est motivé par une baisse des revenus publicitaires et le retournement du secteur de la tech aux États-Unis. Les licenciements n'auront pas lieu uniquement aux États-Unis. Le 17 décembre 2022, le célèbre développeur John Carmack annonce quitter son poste de chef développeur, « frustré de comment les choses s’y passent » sur la réalité virtuelle.
En décembre 2022, Meta accepte de payer 725 millions de dollars à la justice pour mettre fin au procès lancé en 2018 concernant le scandale de Cambridge Analytica que Facebook a autorisé à récupérer des données d'utilisateurs, sans pour autant reconnaître une infraction.
En 2022, le chiffre d'affaires de Meta est en baisse de 1 %. C'est la première année de baisse depuis l'introduction en bourse en 2012. L'entreprise réalise cependant un bénéfice net considérable de 23,2 milliards de dollars sur l'année 2022.
À la suite de plaintes de NOYB qui accuse Meta d'interpréter de façon erronée le règlement général sur la protection des données (RGPD) en ne permettant pas à ses utilisateurs de refuser la publicité ciblée, une amende de 390 millions d'euros est prononcée par la commission irlandaise pour la protection des données (DPC) en janvier 2023 contre l'entreprise qui a fait appel. Sur cette somme, 210 millions d’euros concerne le réseau Facebook et 180 millions, la plateforme Instagram. Selon le New York Times, ce jugement est le plus important depuis l'entrée en vigueur du RGPD et pourrait gravement compromettre les revenus publicitaires de Meta,.
Meta annonce en mars 2023 un nouveau plan de licenciements portant sur 10 000 postes après le plan de licenciements de novembre 2022.

### Nouveau virage depuis 2023: IA et politique
En mars 2023, Mark Zuckerberg annonce un changement stratégique pour Meta en annonçant que sa priorité sera désormais l'intelligence artificielle, se détournant ainsi de son projet Metavers, pour lequel il avait pourtant investi des milliards de dollars sans que celui-ci ne s'avère finalement payant.
En mai 2023, Meta se voit infliger une amende de 5,5 millions d'euros par la commission irlandaise pour la protection des données (DPC) pour sa violation du RGPD sur les données personnelles, après la sanction record de 390 millions d'euros en janvier.
En juillet 2023, Meta lance un nouveau réseau social intitulé « Threads ».
En janvier 2025, peu avant la prise de pouvoir officielle de Donald Trump, Mark Zuckerberg annonce la fin du programme du fact-checking en expliquant qu'il a donné lieu à trop d'erreurs, à la surprise des partenaires de presse qui contribuaient au programme. Il estime que « les vérificateurs de faits, ont tout simplement fait preuve de trop de partialité politique et ont détruit plus de confiance qu'ils n'en ont créée ». Meta annonce se « débarrasser des fact-checkers » pour « les remplacer par des notes de la communauté, similaires à X ». Par ailleurs, selon Zuckerberg, les systèmes automatisés que Meta utilise pour rechercher les violations de ses politiques (concernant l'immigration ou le genre par exemple) ont « entraîné trop d'erreurs et trop de contenus censurés qui n'auraient pas dû l'être », et seront partiellement remplacés par une étude des signalements faits par la communauté. Cette nouvelle politique autorise désormais des propos discriminatoires et insultants ciblant explicitement l'origine ethnique, la nationalité, l'orientation sexuelle et l'identité de genre,,. De nombreux experts et médias prétendent que ce changement de politique s'explique par une tentative pour Mark Zuckerberg de se rapprocher de Donald Trump, réélu deux mois auparavant,,,.
Le dirigeant annonce le licenciement mi-janvier 2025 de 5 % de ses effectifs avec comme explication les termes « éliminer plus rapidement les personnes peu performantes ».
En 2025, Meta propose à certains cadres d'OpenAI une prime pouvant dépasser les 100 millions de dollars pour rejoindre le groupe.
A la mi-2025, ce virage vers l'IA est récompensé par les investisseurs :  l’action s’est envolée de plus de 11 %, le chiffre d'affaires de 22% et le profit de 36%, atteignant 71,5 milliards de dollars.

## Acquisitions
Facebook a depuis sa fondation, comme Google et Apple, racheté de nombreuses entreprises pour alimenter sa croissance, élargir sa base d'utilisateurs et développer de nouvelles technologies. Parmi ses acquisitions, il est possible de citer Instagram, WhatsApp et Meta Quest.

## Identité visuelle

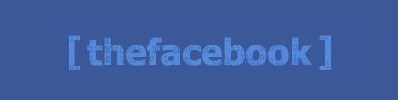
Logo de 2004 à 2005.
Logo de 2005 à 2015.
Logo de 2015 à 2019.
Logo en 2019.
Logo de 2019 à 2021.
Logo depuis le 28 octobre 2021[102].

## Actionnariat, gouvernance, finances

### Actionnaires
| Nom                                                     | %      |
| ------------------------------------------------------- | ------ |
| The Vanguard Group                                      | 7,45 % |
| Fidelity Management & Research                          | 4,52 % |
| SSgA Funds Management                                   | 4,08 % |
| T. Rowe Price Associates                                | 3,77 % |
| Capital Research & Management (International Investors) | 2,24 % |
| BlackRock Fund Advisors                                 | 2,19 % |
| Capital Research & Management (World Investors)         | 1,90 % |
| Geode Capital Management                                | 1,76 % |
| Capital Research & Management (Global Investors)        | 1,30 % |
| Norges Bank Investment Management                       | 1,24 % |

Mark Zuckerberg détient 13 % du capital, mais dispose d'actions spéciales lui assurant 60 % des droits de vote, soit le contrôle absolu de l'entreprise et son conseil d'administration,.

### Conseil d'administration
En 2023, le conseil d'administration se compose des personnes suivantes :
| Nom                    | Statut          | Description |
| ---------------------- | --------------- | --- |
| Mark Zuckerberg        | Chairman & CEO  | Fondateur de Facebook |
| Sheryl Sandberg        | Administratrice | Ancienne directrice générale de Facebook Elle est considérée comme le bras-droit de Zuckerberg                                                                       |
| Marc Lowell Andreessen | Administrateur  | Cofondateur du fonds d'investissement Andreessen Horowitz Membre du conseil d'administration de Coinbase, Skype et Samsara                                           |
| Peggy Abkemeier-Alford | Administratrice | Directrice des ventes de PayPal Ancienne directrice financière de la fondation Chan Zuckerberg Initiative                                                            |
| Andrew Houston         | Administrateur  | Fondateur de Dropbox |
| Nancy Killefer         | Administratrice | Cadre dirigeante de McKinsey & Company |
| Tracey Travis          | Administratrice | Directrice financière de Estée Lauder Membre du conseil d'administration d’Accenture                                                                                 |
| Robert M. Kimmitt, Dr. | Administrateur  | Avocat d'affaires chez Wilmer Cutler Pickering Hale & Dorr LLP (en) Ancien directeur-adjoint du département du Trésor Ancien ambassadeur des États-Unis en Allemagne |
| Tony Xu                | Administrateur  | Fondateur de DoorDash |

James Brayer, Reed Hastings, Erksine Bowlers, Jan Koum, Donald E. Graham et Peter Thiel ont été autrefois membre du conseil d'administration.

### Finances
Les données financières récentes de Meta sont les suivantes :
| Chiffres en milliards de dollars                                   | Chiffres en milliards de dollars | Chiffres en milliards de dollars | Chiffres en milliards de dollars | Chiffres en milliards de dollars | Chiffres en milliards de dollars |
|                                                                    | 2018                             | 2019                             | 2020                             | 2021                             | 2022                             |
| ------------------------------------------------------------------ | -------------------------------- | -------------------------------- | -------------------------------- | -------------------------------- | -------------------------------- |
| Chiffre d'affaires (CA)                                            | 55,83                            | 70,69                            | 85,9                             | 117,92                           | 116,6                            |
| Résultat d'exploitation                                            | 24,91                            | 28,98                            | 32,67                            | 46,75                            | 28,94                            |
| Marge opérationnelle (Résultat d'exploitation/CA)                  | 44,6 %                           | 41,0 %                           | 38,0 %                           | 39,6 %                           | 24,8 %                           |
| Résultat net                                                       | 22,11                            | 18,48                            | 29,14                            | 39,37                            | 23,2                             |
| Marge nette (Résultat net/CA)                                      | 39,6 %                           | 26,1 %                           | 33,9 %                           | 33,4 %                           | 19,9 %                           |
| Total des actifs au bilan                                          | 97,33                            | 133,37                           | 159,31                           | 165,98                           | 185,72                           |
| Dont capitaux propres                                              | 84,12                            | 101,05                           | 128,29                           | 124,87                           | 125,71                           |
| Rentabilité des capitaux propres (Résultat net / capitaux propres) | 26,28 %                          | 18,29 %                          | 22,72 %                          | 31,53 %                          | 18,45 %                          |
| Rentabilité des actifs (Résultat net/ Total des Actifs)            | 6,40 %                           | 13,69 %                          | 14,70 %                          | 18,36 %                          | 19,94 %                          |

## Lobbying

### Aux États-Unis
Selon le Center for Responsive Politics, les dépenses de lobbying de Facebook aux États-Unis s'élèvent en 2018 à 12 620 000 dollars.

### Auprès des institutions de l'Union européenne
Facebook est inscrit depuis 2012 au registre de transparence des représentants d'intérêts auprès de la Commission européenne, et déclare en 2017 pour cette activité des dépenses annuelles d'un montant compris entre 2 250 000 et 2 500 000 euros.
Les organisations Corporate Europe Observatory et LobbyControl indiquent dans une étude publiée en 2021 que Facebook dépense chaque année environ 5,5 millions d’euros pour tenter d’influencer les décisions de Bruxelles.
Des documents internes à l'entreprise, révélés le 3 mars 2019 par The Guardian, indiquent que Facebook a tenté activement en 2018 de limiter la portée du règlement général sur la protection des données, et a pu bénéficier de soutiens politiques importants.

### En France
Facebook déclare à la Haute Autorité pour la transparence de la vie publique exercer des activités de lobbying en France pour un montant qui n'excède pas 300 000 euros sur l'année 2017.

## Critiques

### Optimisation fiscale
En novembre 2017, Facebook est cité dans l'affaire des Paradise Papers. Si l'installation de son siège social européen en Irlande pour bénéficier d'un taux réduit d'imposition (12,5 %) était déjà connue, il apparaît que les profits de Facebook sont rapatriés aux îles Caïmans (via Facebook Ireland Holdings), où ils ne sont pas taxés.
Ce montage imaginé par la société Appleby suppose que les réunions d'actionnaires et le conseil d'administration se tiennent physiquement aux îles Caïmans, ce qui ne semble pas être le cas.

### Politique de modération

#### Impunité des contenus haineux
La politique de modération de Meta a fait l'objet de nombreuses critiques, notamment sa complaisance envers des contenus qui, bien qu'enfreignant théoriquement le réglement de la communauté, ne sont suivis d'aucune sanction, le système de signalement les considérant erronément comme n'enfreignant pas les règles. Certaines associations ont suggéré que Meta avait un intérêt économique à laisser impunis les discours de haine, ces derniers étant plus viraux.
Bien que l'homophobie était alors interdite sur le réseau social, plusieurs associations ont pointé de nombreuses publicités comparant l'homosexualité à la pédophilie et n'ayant fait l'objet d'aucune suppression.
En 2020, la directrice des politiques de Facebook pour l'Inde, Ankhi Das, Das a démissionné de son poste après que le Wall Street Journal eut révélé qu'elle avait laissé passer des contenus haineux pour ne pas nuire au parti nationaliste hindou au pouvoir, dont elle était elle-même une supportrice.
En janvier 2025, Meta annonce une importante modification de ses règles de modération, ces dernières autorisant désormais explicitement, entre autres, de qualifier les femmes d'"objets domestiques", de psychiatriser l'homosexualité et la transidentité ainsi que l'objectification des personnes transgenre. Cette modification a suscité l'inquiétude de certains analystes[Lesquels ?] qui y ont vu le danger d'un développement accru des discours de haine sur la plate-forme,.

#### Censure
En décembre 2023, alors que la guerre à Gaza entamée en octobre a relancé le conflit israélo-palestinien, un rapport de l'organisation non gouvernementale Human Rights Watch accuse Meta de pratiquer une censure « systématique et globale » des contenus pro-palestiniens.
Depuis 2016, la directrice des politiques pour Israël et la diaspora juive chez Meta, Jordana Cutler, est une ancienne haute responsable du gouvernement israélien et proche de Benyamin Netanyahou. Elle est intervenue pour faire censurer des critiques de la politique israélienne. Le journaliste Sam Biddle souligne que « rares sont les États qui disposent d'un émissaire attitré aux plus hauts échelons de la compagnie. Il n'existe pas de poste équivalent à celui de Mme Cutler pour défendre le point de vue des Palestiniens ; les dizaines de millions d'utilisateurs qui se connectent au Proche-Orient ou en Afrique du Nord se partagent un seul directeur des politiques ; même chose pour l'Asie du Sud-Est et ses près de 700 millions d'habitants. »
En janvier 2025, à la suite d'une controverse liée à sa nouvelle politique de modération, le réseau social Pixelfed a vu son nombre d'usagers fortement augmenter. Depuis, plusieurs publications sur Facebook et Instagram citant Pixelfed se sont vu supprimés quelques minutes à peine après leur publication et certains des comptes concernés ont fait l'objet d'un bannissement. La recherche de termes en lien avec le parti démocrate est censurée dans Instagram alors que la recherche en lien avec le parti républicain reste accessible, tandis que les comptes Facebook ne peuvent plus se désabonner du compte du président des États-Unis.

### Rôle dans la crise des Rohingya
En mars 2018, des experts de l'Organisation des Nations unies accusent Facebook d'avoir joué un rôle déterminant dans la propagation de discours de haine envers les Rohingya en Birmanie. Selon Marzuki Darusman, président de la mission d'enquête sur les violations des droits humains dans le pays, et Yanghee Lee, rapporteuse spéciale, la plateforme a substantiellement contribué au génocide des Rohingya depuis août 2017. En réponse, l'entreprise déclare avoir investi dans des technologies de modération en langue locale et supprimé plusieurs comptes, dont celui du moine bouddhiste extrémiste Ashin Wirathu, pour incitation à la haine,. Facebook supprime les comptes officiels des dirigeants militaires birmans en août 2018, ainsi qu'un réseau de pages de divertissement liées à l'armée totalisant 1,3 million d'abonnés,.
En octobre 2018, une enquête du New York Times révèle que l'armée birmane avait orchestré depuis 2013 sur Facebook une vaste campagne systématique de désinformation et de propagande visant la minorité rohingya. Des centaines de militaires ont créé de faux comptes et pages d'actualités pour diffuser des contenus incendiaires et de fausses informations,.
En novembre 2018, un rapport indépendant commandé par Facebook conclue que l'entreprise n'a pas pris assez de mesures pour empêcher l'utilisation de son réseau social comme vecteur d'incitation à la violence en Birmanie et a créé un environnement propice à la prolifération d'abus contre les droits humains dans le contexte des violences contre la minorité rohingya,. 
En décembre 2021, Meta fait l'objet de deux actions en justice coordonnées concernant son rôle présumé dans le génocide des Rohingya. Aux États-Unis, un recours collectif est déposé auprès du tribunal de San Francisco au nom de 10 000 Rohingya. Au Royaume-Uni, une action distincte est initiée pour représenter les réfugiés rohingya britanniques et bangladais. Les deux plaintes réclament au total un montant de plus de 150 milliards de dollars. Elles accusent Meta d'avoir amplifié les discours de haine via ses algorithmes et de n'avoir pas supprimé les publications inflammatoires entre 2011 et 2017,,.
En 2022, Amnesty International publie un rapport dénonçant le rôle de Meta dans la crise des Rohingya. Selon l'ONG, les algorithmes et le système de recommandations de la plateforme ont contribué à amplifier les discours de haine conduisant aux violences contre cette communauté. Alertée par des militants depuis 2012, Meta n'aurait pas pris de mesures suffisantes pour y remédier. Le rapport indique que l'entreprise, qui ne disposait alors que d'un seul modérateur parlant birman, n'était capable de traiter que 2 % des discours haine sur sa plateforme,.

## Affaires judiciaires

### Abus de position dominante
En novembre 2024, l'UE inflige à Meta une amende de 798 millions d'euros pour avoir abusé de sa position dominante sur le marché des petites annonces.

### Accusation d'esclavage
Meta est visée par une accusation d'esclavage moderne à la suite d'une plainte au Kenya. Un ancien salarié, modérateur de contenus pour Facebook, a dénoncé ses conditions de travail.

### Accusation de création de problèmes psychologiques auprès des jeunes
Aux États-Unis, en janvier 2023, des responsables d'écoles publiques à Seattle ont déposé une plainte contre les réseaux sociaux (Instagram et Facebook, par exemple) en les accusant d'« atteintes » à la santé mentale des jeunes, notamment en causant dépression ou anxiété,.
En octobre 2023, plus de quarante États américains portent plainte contre Meta en l'accusant d'avoir sciemment trompé le grand public sur les dangers présentés par ses plate-formes, dont Facebook et Instagram, et d'avoir incité les jeunes et les adolescents à les utiliser de manière addictive.

### Accusation de trafic d'être humain
En mars 2023, des fonds de pension et d'investissement ont accusé l'entreprise Meta d'avoir « fermé les yeux » et d'avoir « facilité » le trafic d'être humain et la pédocriminalité sur leurs plateformes, notamment Instagram et Facebook,. Selon les avocats du fond signataire, « des preuves substantielles montrent que le conseil d'administration a fermé les yeux alors qu'il avait connaissance, tout comme la direction de l'entreprise, de ce phénomène en pleine expansion », ce à quoi Andy Stone, porte-parole de la firme Meta, a rétorqué que Meta « interdit clairement l'exploitation des humains ».

### Condamnation pour manquement à la protection des données
Le 22 mai 2023, Facebook est condamnée par la Data Protection Commission irlandaise à une amende d'1,2 milliard d'euros pour avoir continué en 2020 de transférer les données personnelles collectées en Union européenne vers les États-Unis sous couvert de « clauses contractuelles types », insuffisamment protectrices au regard du règlement général sur la protection des données. Cette amende fait suite à une plainte déposée par Max Schrems et donne à l'entreprise jusqu'au 12 octobre 2023 pour cesser tout transfert vers les États-Unis, et jusqu'au 12 novembre 2023 pour rapatrier les données qui y sont entreposées,.
Le 1er juillet 2024, la Commission européenne estime que Meta ne respecte pas la législation sur les marchés numériques (en anglais : Digital Market Act, abrégé en DMA) en raison de la formule de fonctionnement de ses réseaux sociaux Facebook et Instagram, qui contraignent les internautes soit à payer un abonnement, soit à consentir à l'utilisation de leurs données personnelles pour l'affichage de publicités ciblées pendant leur navigation sur ces réseaux. Cette décision ouvre la voie à de possibles sanctions, le DMA prévoyant des amendes pouvant s'élever jusqu'à 10 % du chiffre d'affaires de l'entreprise.
Le 20 juillet 2024, le Nigeria annonce poursuivre la plateforme Meta pour le non-respect de la protection des données et sur les lois sur la protection des consommateurs et de la vie privée ; les autorités réclament notamment 220 millions de dollars de pénalités.

### UReputation
En 2020, la société UReputation, qui s'est retrouvée dans plusieurs affaires impliquant la gestion d'armées numériques, dépose plainte contre Facebook pour avoir - selon elle - illégalement transmis des données personnelles à des entités tierces. Les actions judiciaires sont menées en Tunisie, en France et aux États-Unis. En 2025, le tribunal fédéral du district nord de Géorgie, au États-Unis, valide la procédure judiciaire de « discovery » qui permet à UReputation d'accéder aux documents et éléments de preuve détenus par Meta'.